# Umbria (1911)
La SS Umbria fu una nave italiana affondata nel Mar Rosso. Fu completata nel 1911 ad Amburgo, fu varata con il nome di SS Bahia Blanca per operare in Argentina.
Nel 1935 la nave è stata acquistata dal governo italiano che dopo averla rinominata Umbria la destinò al trasporto truppe.
La nave è stata autoaffondata dall'equipaggio nel giugno del 1940 poco dopo l'entrata in guerra dell'Italia. L'Umbria era in navigazione verso l'Eritrea ma oltrepassato il canale di Suez cominciò ad essere seguita da navi della Royal Navy. Il 9 giugno i marinai inglesi della sloop inglese Grimsby e dell'incrociatore neozelandese Leander salirono a bordo con la scusa di effettuare un controllo anti contrabbando. L'indomani il capitano Lorenzo Muiesan venne informato via radio dell'imminente entrata in guerra dell'Italia (per le ore 19:00 dello stesso giorno) e decise di affondare la nave per evitare che gli inglesi entrassero in possesso del carico: Fiat 1100, 360.000 bombe, ATV, pistole e altre attrezzature militari a bordo.
Oggi il relitto dell'Umbria giace su un fondale di 36 metri di profondità in Sudan a Wingate Reef, nelle acque di Port Sudan. La sua posizione protetta da onde e maree ha reso possibile nei decenni l'insediamento nel relitto di spugne, pesci e coralli, trasformando l'Umbria in un paradiso per i subacquei.

## Galleria d'immagini

### Il relitto

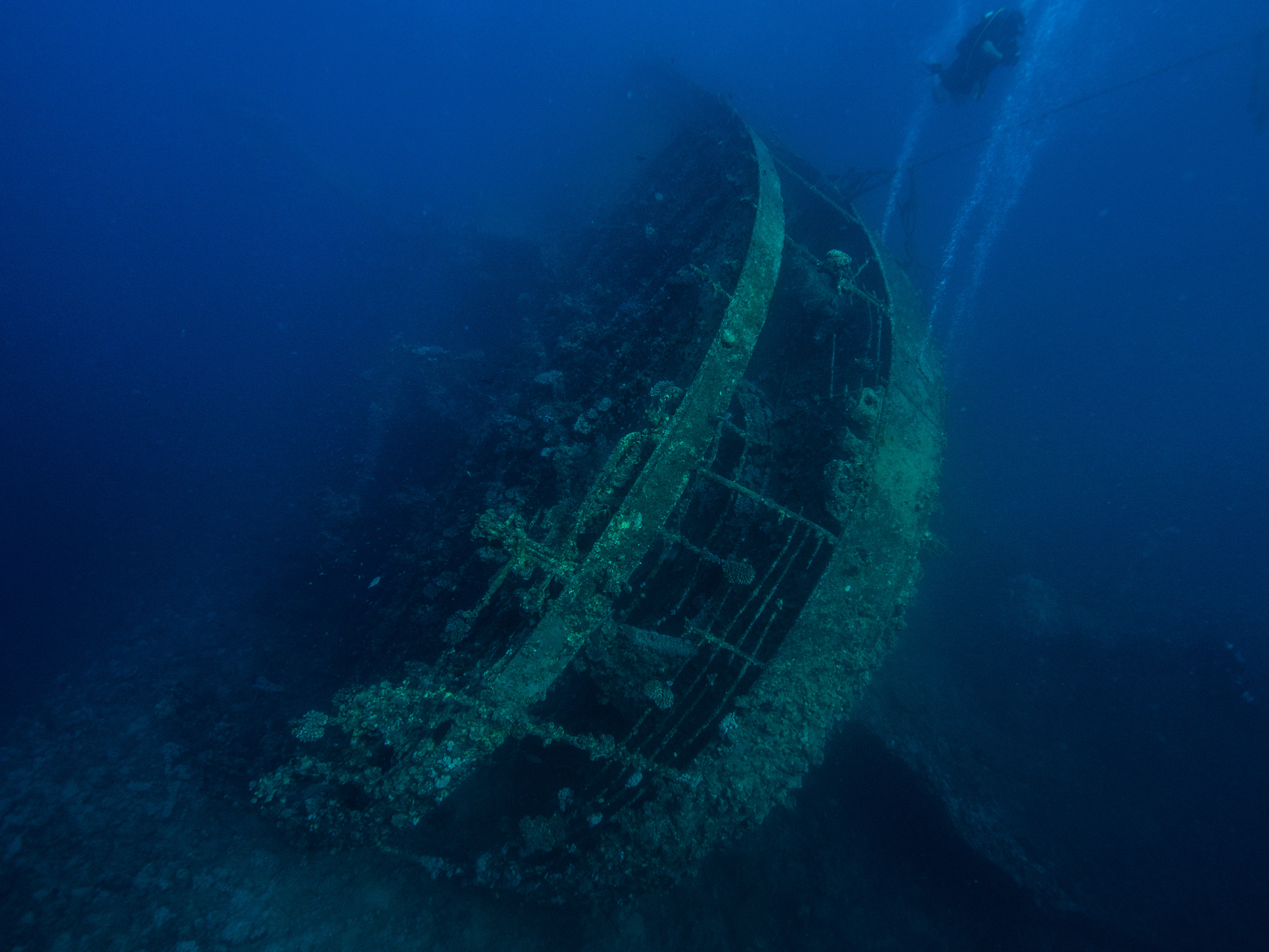
Vista da poppa del relitto
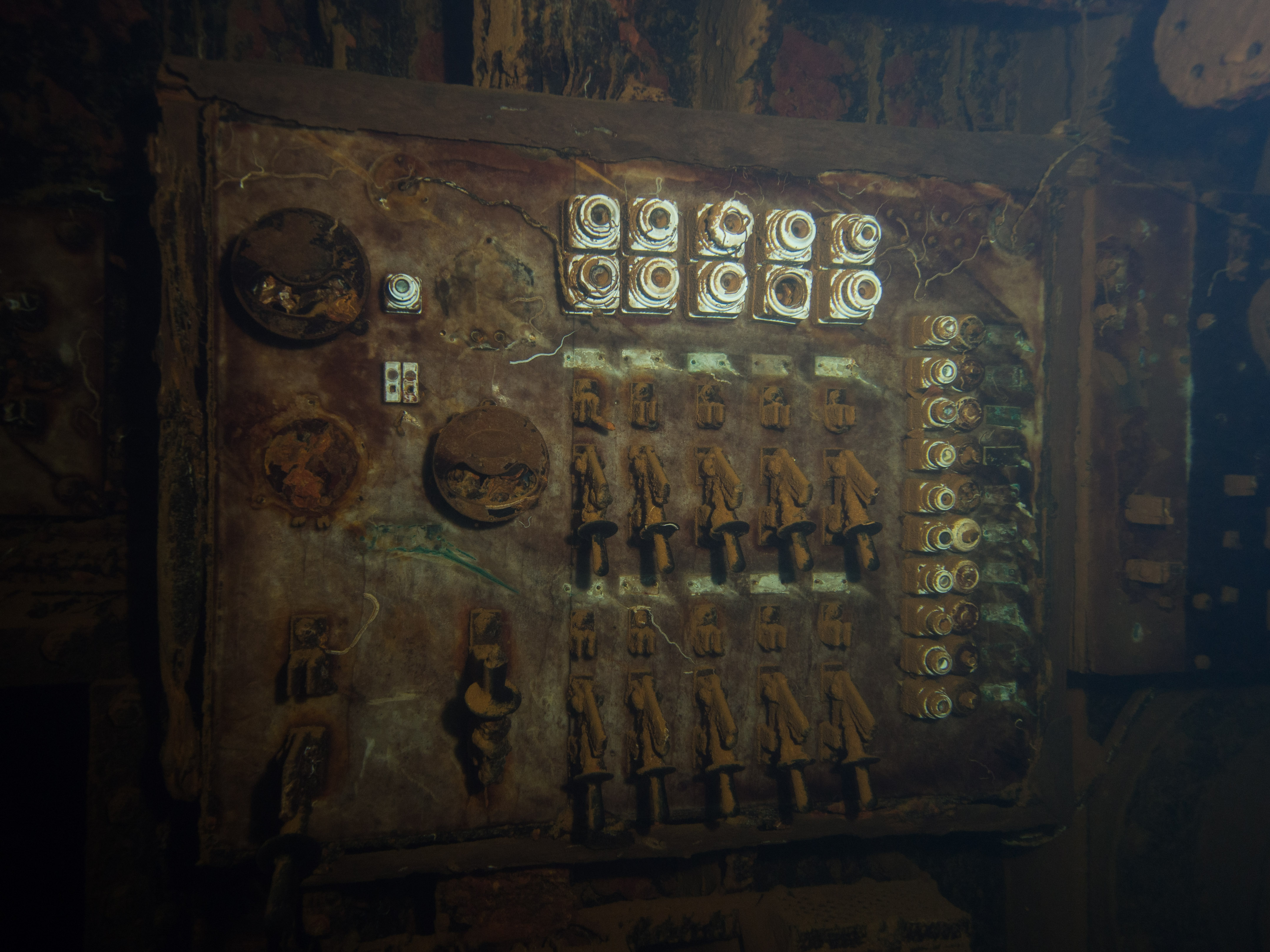
Quadro elettrico in sala macchine
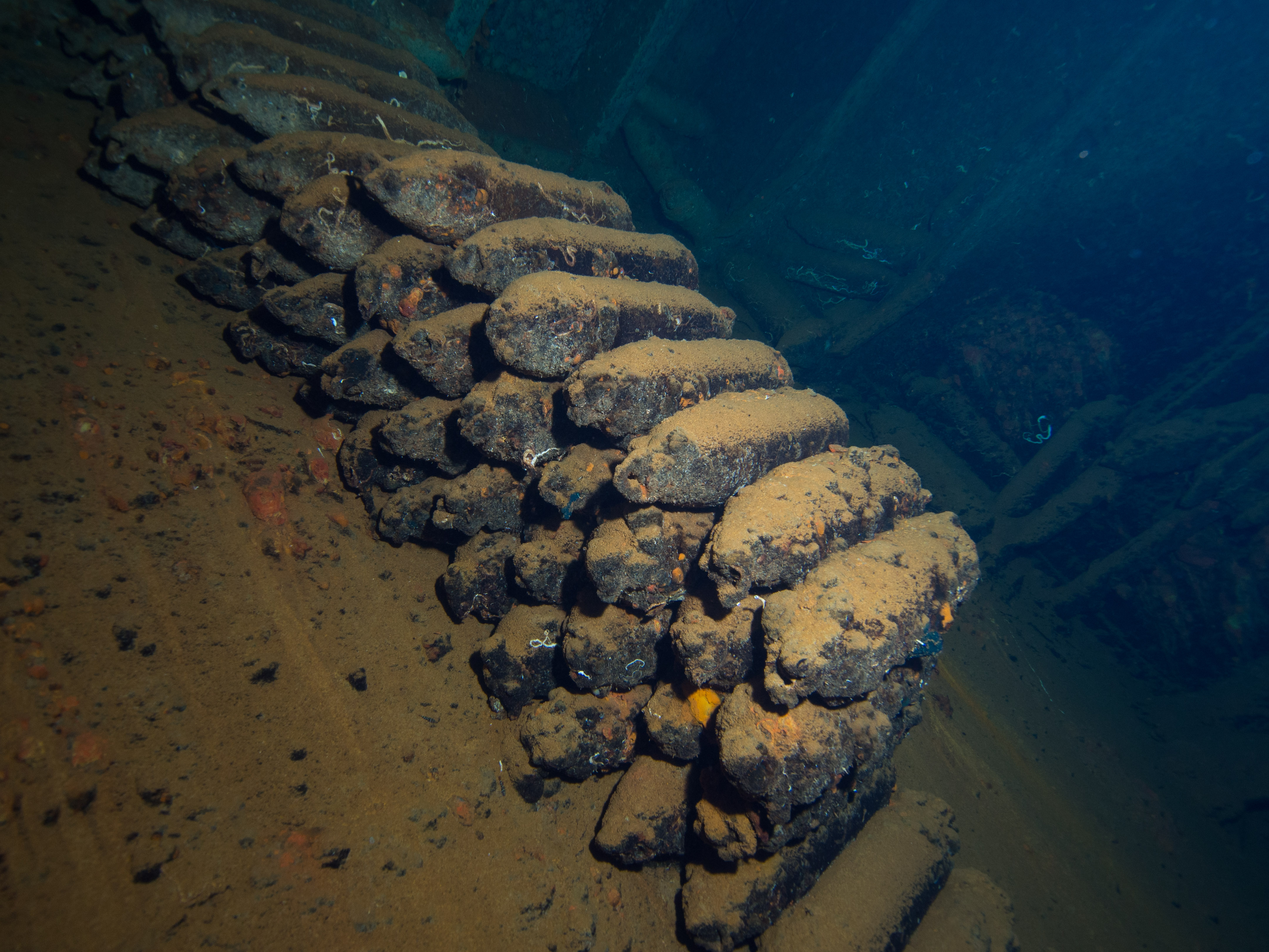
Carico di bombe nel relitto
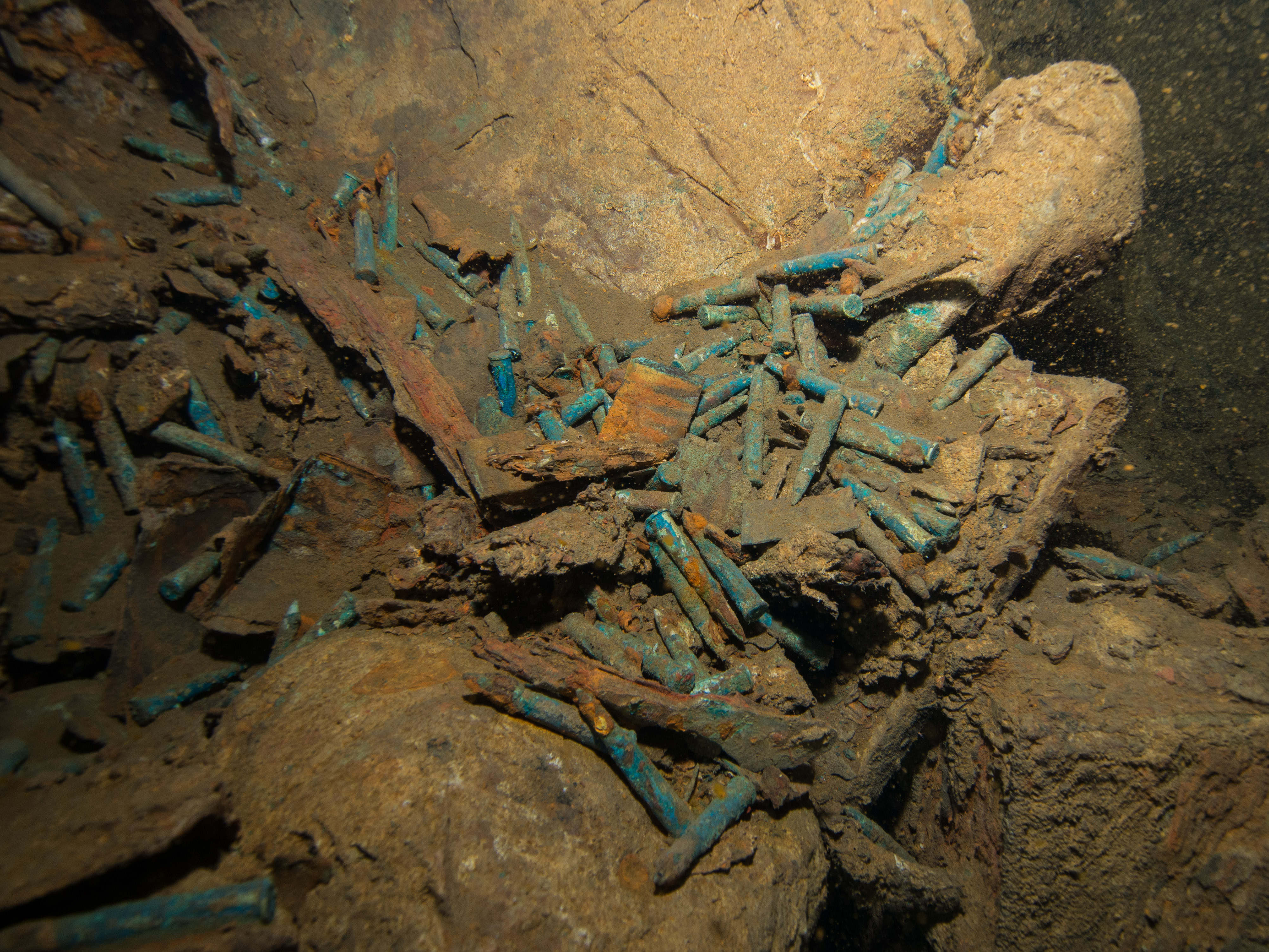
Resti del carico di munizioni
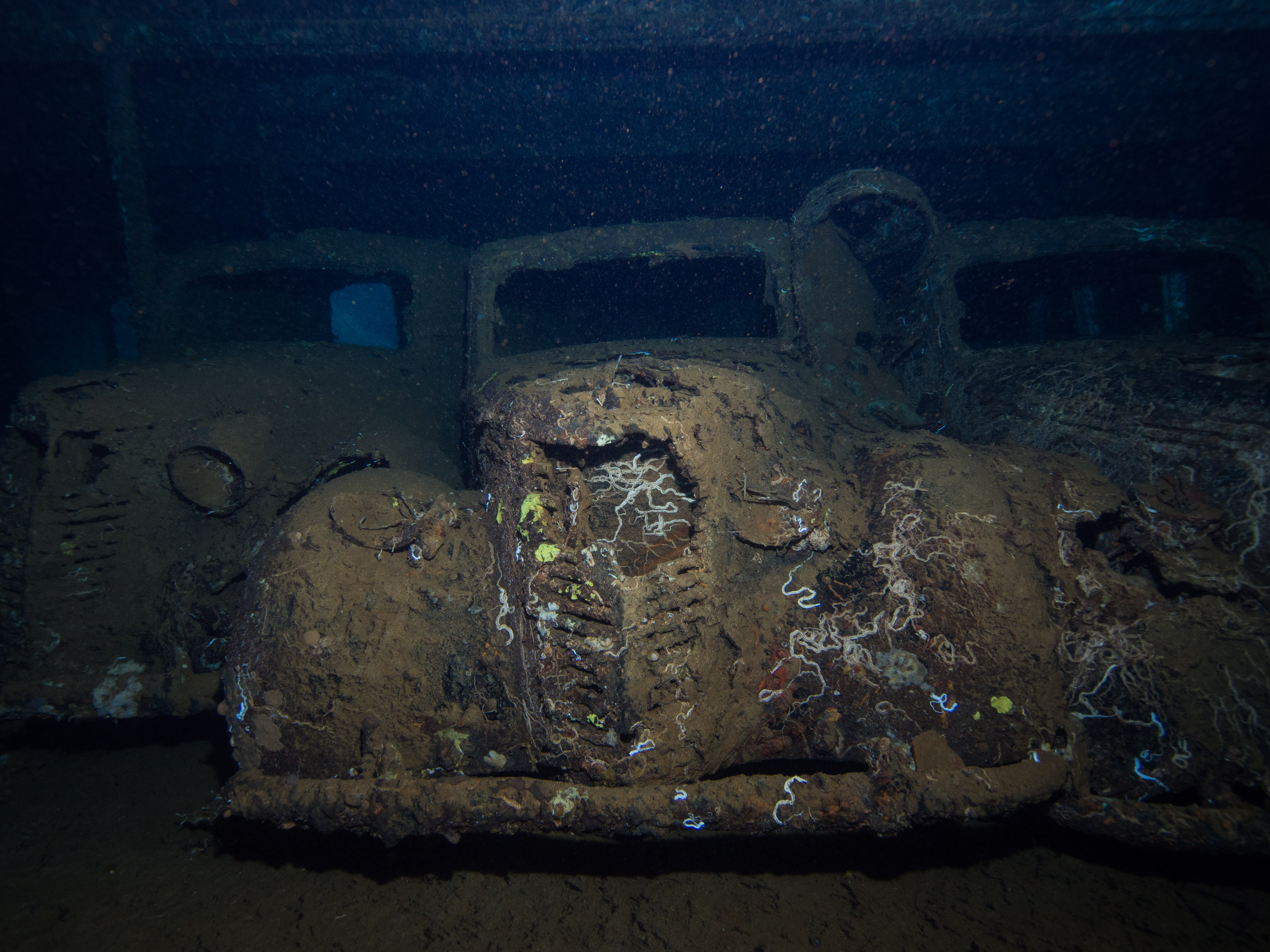
Vetture Fiat 1100